# Sierra de Florida

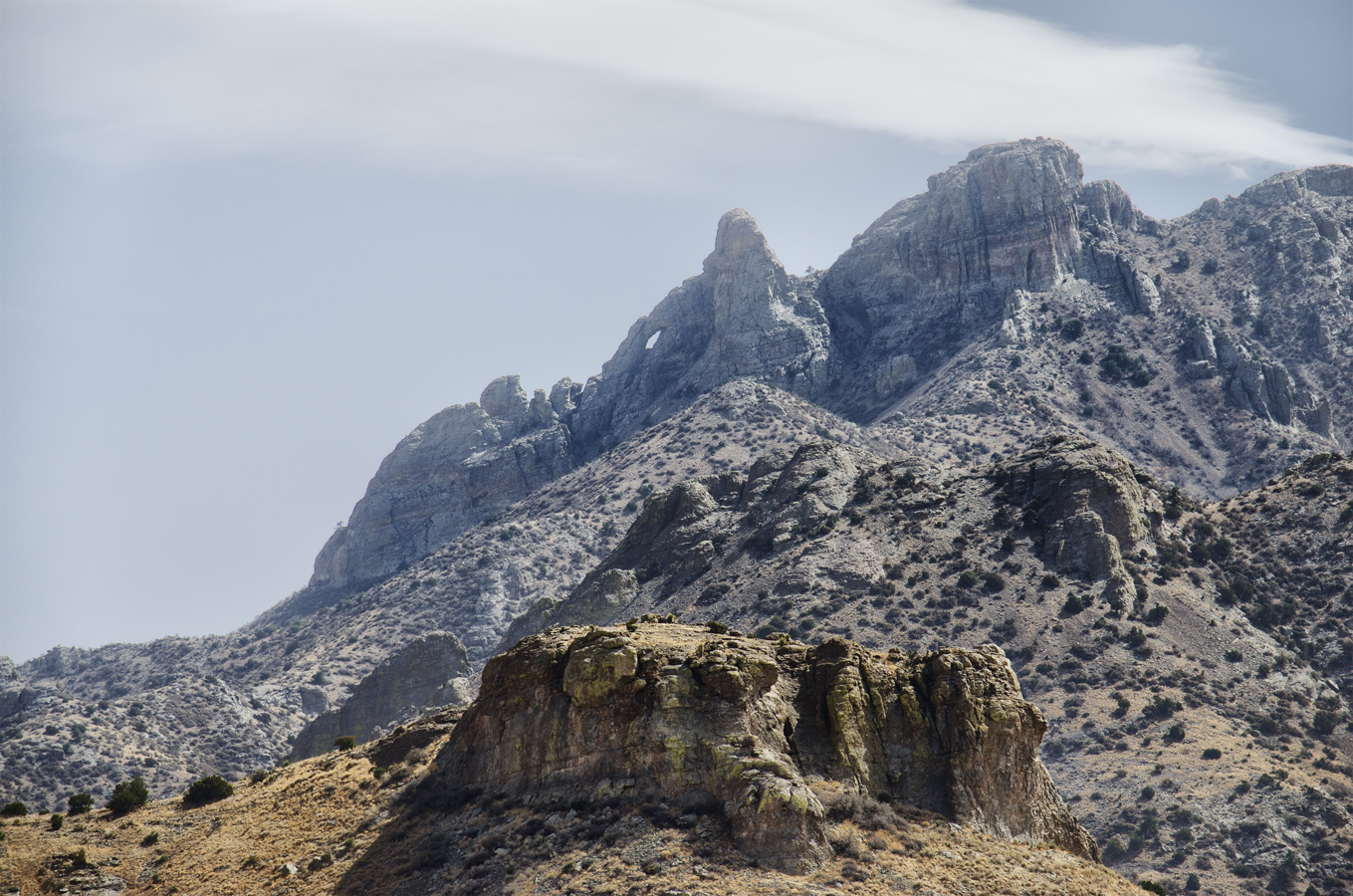
El Needles Eye propio de la sierra de Florida.

La sierra de Florida es una sierra ubicada en Nuevo México de unos19 km. long, El cordal montañoso se ubica en el condado de Luna a unas 15 millas al sureste de Deming y a 20 millas al norte del estado mexicano de Chihuahua, exactamente al norte del desierto de Chihuahua y el extremo suroeste de Nuevo México.
La sierra de Florida se ubican al este y adyacente a la carretera 11 novomejicana que es la ruta que va en dirección norte-sur hacia Chihuahua en donde se denomina autopista 23 con conexión al autopista federal mexicana 2, la principal ruta del norte del desierto de Chihuahua cerca de la frontera de Estados Unidos con México.